# Bernardo González Miñano
Bernardo González Miñano, nacido el 7 de septiembre de 1969 en Jumilla (Murcia) y fallecido el 6 de octubre de 2000, fue un ciclista español que participó tanto en pruebas de pista como de carretera. Formó parte del equipo olímpico español en los Juegos Olímpicos de Seúl en 1988 y en los de Atlanta en 1996. En la ciudad coreana logró un diploma olímpico tras finalizar en el quinto puesto de la prueba de 1 km contrarreloj. En Atlanta 1996 formó parte del equipo de persecución que se clasificó en el 11.º puesto.
Como amateur venció la Vuelta a Cartagena y la Vuelta a la Comunidad de Madrid de 1990. Falleció en un accidente de tráfico mientras se trasladaba desde su población natal a Ontur, Albacete. Desde el año 2001 se celebra en Jumilla el memorial "Bernardo González" en su honor.